# 宋兑
宋兑，湖广麻城（今湖北麻城）人，是一名明朝政治人物。
宋兑曾于1465年接替王锐任崇明县知县一职，1465年由王琼接任。